# Kinesiskt skriftspråk
Det kinesiska skriftspråket har en historia som sträcker sig nästan 4000 år tillbaka i tiden. Det är ett logografiskt skriftsystem, där tecken används för att teckna ord och morfem. Skriftspråket har varit en enande kraft inom den kinesiska kultursfären som kunnat överbygga språkskillnaderna mellan de olika kinesiska dialekterna. Skriftspråket har varit relativt enat sedan Qindynastin, och har sedan dess förändrats relativt lite – något som gör att även texter som är över 2000 år gamla i stort sett kan förstås av dagens kineser.
I folkrepubliken Kina ville man på 1950-talet minska analfabetismen, och stod inför uppgiften att lära hundratals miljoner kineser läsa och skriva. Då gjordes många redan tidigare vanliga förenklingar och förkortningar officiella, vissa tecken slopades och även förenklingar respektive rena nykonstruktioner skapades. Dessa så kallade förenklade kinesiska tecken (简体字 - jiǎntǐzì) används idag inom hela folkrepubliken Kina (och även i Singapore), medan man till exempel på Taiwan, i Macau och i Hongkong officiellt sett använder de fullständiga formerna, som även kallas traditionella kinesiska tecken (正體字 – zhèngtǐ zì) eller gamla tecken (老字 – lǎo zì).  
Vanligtvis anses man behöva kunna förstå cirka 2 000 kinesiska skrivtecken för att med god behållning tillgodogöra sig dagstidningar och litteratur. Det totala antalet tecken är omdiskuterat. Antal på uppemot 50 000 eller till och med 80 000 skrivtecken förekommer, men då räknas uråldriga tecken och varianter av samma tecken. Sådana uppgifter måste tolkas med ett mått av försiktighet, eftersom moderna datorer endast kan återge upp till cirka 15 000 kinesiska skrivtecken, och moderna kinesiska ordböcker vanligtvis innehåller 6 000 till 8 000 tecken.

## Skriftspråksvarianter
Skriven kinesiska kan sorteras i följande generella kategorier:
- wenyan (文言) (klassisk kinesiska)
- baihua (白話/白话) (modernt kinesiskt skriftspråk)
- skriftligt kinesiskt vardagsspråk (i synnerhet kantonesiska som inofficiellt skriftspråk)
- kinesisk dikt och andra former av versbunden kinesisk skrift

Förhållandet mellan skriven och talad kinesiska är inte lättöverskådligt. Komplexiteten består i att de olika talade varianterna av kinesiska har utvecklats som självständiga språk under hundratals år, sen åtminstone slutet av Handynastin. Kinesiska som skriftspråk har dock förändrats i mycket mindre grad än talspråket.